# František Skyčák
František Skyčák (Klin, 15 maggio 1870 – Pohranice, 9 aprile 1953) è stato un politico, imprenditore e banchiere slovacco.

## Biografia
Frequentò la scuola popolare di Klin, in seguito il ginnasio di Ružomberok e l'Accademia commerciale di Praga.
Insieme con Vavro Šrobár e con altri studenti fondò dei circoli studenteschi. Per il suo panslavismo fu espulso da tutte le scuole del Regno d'Ungheria; fu attivo anche a Praga con il circolo Detvan, contribuì ai giornali Slovák e Petr e combatteva in difesa della coscienza nazionale degli Slovacchi.
Dopo gli studi lavorò nella Tatra Banka di Martin e nella filiale della Banca di credito di Trstená. Nel 1892 fondò la Banca popolare di Trstená. Nel 1894 si impegnò nell'attività politica con il partito popolare cattolico, con cui divenne deputato alla Dieta del Regno d'Ungheria. 
Nel 1899 tornò al paese natale per amministrare il negozio del padre. Prese parte alla fondazione di una cooperativa tessile in Orava. Nel 1902 fondò la filiale di Námestovo della Banca popolare e ne divenne direttore. 
Nel 1905 tornò in politica, fondando il Partito popolare slovacco, con cui nel giro di un anno fu rieletto deputato alla Dieta del Regno d'Ungheria. Nello stesso anno tuttavia uscì dal partito, perché rifiutava la richiesta del partito di prendere le distanze dal programma nazionalista slovacco e di interrompere la collaborazione con i politici slovacchi. Nella Dieta confluì allora nel Partito nazionale slovacco, di cui era membro anche Milan Hodža. Con Ferdinand Juriga divenne uno dei principali esponenti del partito.   
Nel 1906 fu perseguito dai rappresentanti delle classi dirigenti ungheresi e fu condannato a due mesi di prigione per aver sostenuto il movimento nazionale slovacco. 
Nel 1910 fu nuovamente eletto deputato deputato alla Dieta del Regno d'Ungheria per il Partito nazionale slovacco.
Dal 1911 al 1914 fu direttore del giornale Slovenské ľudové novíny e dal 1913 fu anche vicepresidente del Partito.
Dal 1918 al 1924 fu amministratore di Námestovo. Dopo la nascita della Cecoslovacchia, partecipò alla rifondazione del Partito popolare slovacco. Era un membro del suo comitato esecutivo. Dopo aver accettato la Dichiarazione di Martin nell'autunno del 1918, fondò con Florián Kovalík, Florián Hrkeľ, Roman Kubica la filiale del Consiglio nazionale slovacco di Námestovo, di cui fu presidente.
Si impegnò nella fondazione di cooperative agricole, che avrebbero dovuto migliorare le condizioni dell'arretrata campagna slovacca. La fine della guerra mondiale fu accolta dal popolo con entusiasmo e con la speranza di una vita migliore. L'entusiasmo si rifletté nella ripresa degli affari economici e nella creazione di nuove cooperative. Alla filiale di Námestovo della Banca Popolare, aggiunse la Roľnícka vzájomná pokladnica ("Cassa mutua agricola"), che dava prestiti a ciascun membro al tasso di interesse più basso, e la Všeobecné úverové družstvo ("Cooperativa di Credito universale"). 
Dal 1933 al 1946, come presidente dell'assistenza giovanile distrettuale, organizzò una serie di interventi di supporto per le povere famiglie dell'Orava. Per tutto il tempo, cercò di costruire una casa per bambini orfani, disabili e abbandonati. A causa della mancanza di mezzi economici, quest'opera non fu mai realizzata.
Dal 1936 diresse il mensile non politico Naša Orava, che lui stesso aveva fondato nel 1933.